# Una su 13
Una su 13, também conhecido como 12 + 1, é um filme franco-italiano de 1969, do gênero comédia, dirigido por Nicolas Gessner e Luciano Lucignani, com roteiro baseado em livro dos escritores soviéticos Ilya Ilf and Yevgeni Petrov.
Falado em inglês, foi o último filme de Sharon Tate antes de ser assassinada pela Família Manson em agosto de 1969. O filme foi lançado postumanente na Itália em outubro de 1969 e seu lançamento nos Estados Unidos só ocorreu em maio de 1970, quase um ano após a morte da atriz, onde recebeu o nome de The Thirteen Chairs.

## Sinopse
Mario Beretti (Gassman) é um jovem barbeiro nova-iorquino ítalo-americano namorador, que recebe de herança treze cadeiras velhas de uma tia na Inglaterra e resolve vendê-las para conseguir algum dinheiro. Depois da venda, ele fica sabendo que uma das cadeiras contém em seu forro jóias extremamente valiosas. Desesperado, ele começa uma aventura para encontrar as cadeiras e descobrir as jóias. Nesta jornada, que faz junto com uma negociante de artes encantadora, Pat (Tate), ele viaja de Londres a Roma e na aventura acaba conhecendo personagens estranhos que pretendem ajudá-lo ou enganá-lo.

## Elenco
- Vittorio Gassman - Mario Beretti
- Sharon Tate - Pat
- Orson Welles - Maurice Markau
- Vittorio De Sica - Carlo Di Seta
- Terry-Thomas - Albert
- Mylène Demongeot - Judy
- Ottavia Piccolo - Stefanella Di Seta
- Lionel Jeffries - Randomhouse
- Tim Brooke-Taylor - Jackie

## Produção
Una su 13 foi gravado entre fevereiro e abril de 1969. Tate estava nos primeiros meses de gravidez e como algumas das cenas eram com sua personagem seminua, estas foram as primeiras filmadas.  À medida que as filmagens e sua gravidez progrediam, o diretor tampava a barriga dela com grandes  bolsas e cachecóis.
Por causa de sua morte, quando ele foi lançado postumamente Tate recebeu top-billing dos produtores como artista principal - que é Vittorio Gassman - com seu nome em primeiro lugar entre os créditos, no filme, nas cópias posteriores em VHS, nos cartazes e nas marquises dos cinemas. Além disso, em outros de seus filmes, relançados depois de sua morte, como O Vale das Bonecas, ela também foi creditada como atriz principal.

## Refilmagens
Entre as várias versões cinematográficas que o livro de Ilf & Petrov teve, incluindo a de Mel Brooks, Banzé na Rússia (1970), uma delas foi a brasileira Treze Cadeiras (1957), com Oscarito no papel principal.